# Bålgetingblomfluga
Bålgetingblomfluga (Volucella inanis) är en art i insektsordningen tvåvingar som tillhör familjen blomflugor.

## Utseende
Bålgetingblomflugan är stor och kraftig med en bred gulsvart bakkropp. Den är 15 till 17 millimeter lång. Den är ett mimikry då dess svarta bakkropp med tre gula band påminner om getingens. De två första banden är helt eller delvis avbrutna med en svart kil. Ansiktet är nedåt utdraget och antennerna har ett fjäderliknande antennborst. Vingen har en diffus brun fläck i mitten på framkanten och även en antydan till brun fläck på vingspetsen. 

## Utbredning
Bålgetingblomflugan förekommer över större delen av Europa och österut genom Asien till Stilla havet.

### Förekomst i Skandinavien
Arten finns i Sverige från Skåne till Gästrikland men är inte särskilt vanlig. Vanligast är den i östra Svealand. Den finns även i södra Norge och Finland men bara sporadisk i Danmark. 

## Ekologi
Bålgetingblomflugan lever i löv eller blandskogsområden, och man kan se den i hagar, bryn, gläntor, trädgårdar med mera. Den är framförallt knuten till områden med förekomst av ek och bålgeting. Den kan ses på blommor av olika slag, till exempel röllika, dill, strätta, ljung, tistlar och hampflockel. Den flyger från början av juli till början av september. Honan lägger ägg i getingbon i träd eller byggnader, till exempel i bon av bålgeting eller tysk geting. De lever på getinglarver.

## Etymologi
Dess vetenskapliga artepitet Inanis betyder tom eller ihålig på latin.